# Elazar Benyoëtz

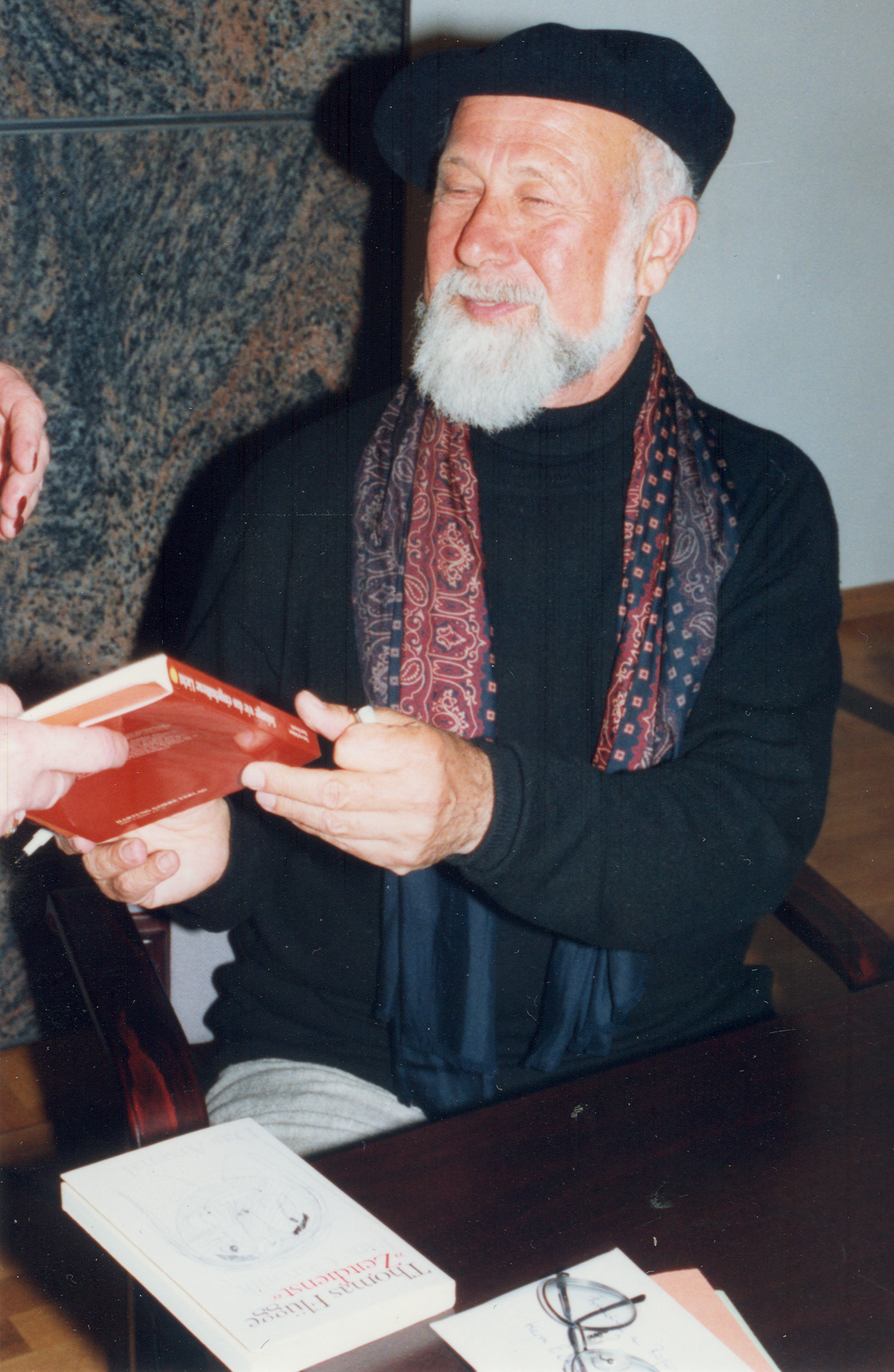
Elazar Benyoëtz (1996)

Elazar Benyoëtz (geboren 24. März 1937 in Wiener Neustadt als Paul Koppel) ist ein österreichisch-israelischer Aphoristiker und Lyriker.

## Leben
Paul Koppel wurde 1937 als Sohn österreichischer Juden in Wiener Neustadt geboren und ist 1938 mit der Familie nach Palästina emigriert, wo er seit 1939 in Jerusalem lebt. 1959 hat er das Rabbinerexamen abgelegt. Zwischen 1964 und 1968 wohnte er in Berlin, wo er 1964 die Bibliographia Judaica gründete. Benyoëtz schrieb seine ersten Gedichtbände auf Hebräisch, seine Essays und Aphorismenbände (seit 1969) sind fast ausschließlich in deutscher Sprache erschienen. Thema seiner Bücher ist neben religiösen Stoffen oft die Sprache selbst.
Benyoëtz ist seit 2003 korrespondierendes Mitglied der Deutschen Akademie für Sprache und Dichtung, Darmstadt.
Seit 1968 ist Benyoëtz mit der Miniaturenmalerin und Kalligraphin Renée Koppel verheiratet, die unter dem Künstlernamen Metavel arbeitet. Der 1969 geborene Sohn Immanuel Koppel ist Romanist und Informatiker.
Der Name Ben-yoëtz bedeutet Sohn des Ratgebers.

## Auszeichnungen
- 1988 Adelbert-von-Chamisso-Preis durch die Bayerische Akademie der Schönen Künste
- 1997 Bundesverdienstkreuz am Bande (23. April 1997)[2]
- 2003 korrespondierendes Mitglied der Deutschen Akademie für Sprache und Dichtung, Darmstadt
- 2002 Joseph-Breitbach-Preis durch die Akademie der Wissenschaften und der Literatur zu Mainz
- 2008 Österreichisches Ehrenkreuz für Wissenschaft und Kunst I. Klasse
- 2009 Ehrenabzeichen der Stadt Wiener Neustadt
- 2010 Buch des Jahres, Österreichisches Bundesministerium für Wissenschaft und Kunst
- 2010 Theodor-Kramer-Preis
- 2011 Justinus-Kerner-Preis der Stadt Weinsberg
- 2012 Buch des Monats Juni 2012 der Theologischen Literaturzeitung Leipzig
- 2012 Ehrenpreis der Stiftung Bibel und Kultur, Berlin
- 2017 Ehrendoktorat der Theologischen Fakultät der Universität Bern
- 2018 Goldenes Ehrenzeichen für Verdienste um das Bundesland Niederösterreich[3]
- 2020 Premio Internazionale per l’Aforisma „Torino in Sintesi“[4]

## Werke
- Sahadutha. Mit einem Nachwort von George Itamar (d. i. Renate Heuer). Paian, Berlin 1969.
- Annette Kolb und Israel. Lothar Stiehm Verlag, Heidelberg 1970
- Einsprüche. Gotthold Müller, München 1973
- Einsätze. Gotthold Müller, München 1975.
- Worthaltung. Sätze und Gegensätze. Hanser, München 1977, ISBN 3-446-12343-1.
- Eingeholt. Neue Einsätze. Hanser, München 1979, ISBN 3-446-12726-7.
- Vielleicht – vielschwer. Aphorismen. Hanser, München 1981, ISBN 3-446-13307-0.
- Weggaben. Wolfau – Dr. Müllemann, Weinfelden 1986.
- mit Clara von Bodmann: Solange wie das eingehaltene Licht. Briefe 1966–1982. Hartung-Gorre, Konstanz 1989, ISBN 3-89191-257-9.
- Treffpunkt Scheideweg. Essays. Hanser, München 1990, ISBN 3-446-15838-3.
- Filigranit. Ein Buch aus Büchern. Steidl, Göttingen 1992, ISBN 3-88243-213-6.
- Paradiesseits. Eine Dichtung. Wölpert, Herrlingen bei Ulm 1992, ISBN 3-933518-00-8.
- Taumeltau. Vom Erwachen der Liebe. Wölpert, Herrlingen bei Ulm 1993, ISBN 3-933518-01-6.
- Träuma. Wölpert, Herrlingen bei Ulm 1993, ISBN 3-933518-02-4.
- Beten. Wölpert, Herrlingen bei Ulm 1993, ISBN 3-933518-03-2.
- Hörsicht. Wölpert, Herrlingen bei Ulm 1994, ISBN 3-933518-04-0.
- Wirklich ist was sich träumen läßt. Gedanken über den Glauben. Kiefel, Wuppertal 1994, ISBN 3-7811-5620-6.
- Brüderlichkeit. Das älteste Spiel mit dem Feuer. Essays. Hanser, München 1994, ISBN 3-446-17836-8.
- Endsagung. Wölpert, Herrlingen bei Ulm 1995, ISBN 3-933518-05-9.
- Querschluß. Wölpert, Herrlingen bei Ulm 1995, ISBN 3-933518-06-7.
- Identitäuschung. Wölpert, Herrlingen bei Ulm 1995, ISBN 3-933518-07-5.
- Entwirt. Wölpert, Herrlingen bei Ulm 1996, ISBN 3-933518-08-3.
- Variationen über ein verlorenes Thema. Aphorismen. Hanser, München 1997, ISBN 3-446-19098-8.
- Alle Siege werden davongetragen. dtv, München 1998, ISBN 3-423-19038-8.
- Keineswegs. Mit einem Nachwort von Paul Hoffmann. Wölpert, Herrlingen bei Ulm 1998, ISBN 3-933518-09-1.
- Anschluß. Wölpert, Herrlingen bei Ulm 1999, ISBN 3-933518-10-5.
- Die Zukunft sitzt uns im Nacken. Aphorismen. Hanser, München 2000, ISBN 3-446-19863-6.
- Ichmandu. Eine Lesung. Wölpert, Herrlingen bei Ulm 2000, ISBN 3-933518-11-3.
- Allerwegsdahin. Mein Weg als Jude und Israeli ins Deutsche. Arche, Zürich/Hamburg 2001, ISBN 3-7160-2290-X.
- Der Mensch besteht von Fall zu Fall. Aphorismen. Reclam, Leipzig 2002, ISBN 3-379-00794-3.
- Hinnämlich. Wölpert, Herrlingen bei Ulm 2003, ISBN 3-933518-12-1.
- Finden macht das Suchen leichter. Hanser, München 2004, ISBN 3-446-20471-7.
- Das Mehr gespalten. Einsprüche. Einsätze. Edition AZUR im Glaux Verlag, Jena / Dresden 2007, ISBN 978-3-931743-01-7.
- Die Eselin Bileams und Kohelets Hund. Hanser, München 2007, ISBN 978-3-446-20829-2.
- Die Rede geht im Schweigen vor Anker. Aphorismen und Briefe. Herausgegeben von Friedemann Spicker. Universitätsverlag Brockmeyer, Bochum 2007, ISBN 978-3-8196-0681-6.
- Scheinhellig. Variationen über ein verlorenes Thema. Braumüller, Wien 2009, ISBN 978-3-99200-004-3.
- Vielzeitig. Briefe 1958–2007. Universitätsverlag Brockmeyer, Bochum 2009, ISBN 978-3-8196-0687-8.
- Fraglicht. Aphorismen. Braumüller Literaturverlag, Wien 2010, ISBN 978-3-99200-010-4.[5]
- Sandkronen. Eine Lesung. Braumüller Literaturverlag, Wien 2012, ISBN 978-3-99200-055-5.
- Olivenbäume, die Eier legen. Ein Nachbuch. Braumüller Wissenschaftsverlag, Wien 2012, ISBN 978-3-7003-1791-3.
- Folgenichtig oder: Ich unterschreibe nicht. Zsolnay, Wien 2014, ISBN 978-3-552-05696-1.
- Zeit ist Aufgabe. Worte Sahaduthas. Herausgegeben von Hans-Horst Skupy. litblockín, Fernwald 2014, ISBN 978-3-552-05696-1.
- Auch Kürze hat ihre Maßlosigkeit. Eine Lesung. [Zusammen mit: Friedemann Spicker, Jürgen Wilbert: Deutschsprachige jüdische Aphoristik. Ein Überblick im Dialog]. Mit Miniaturen von Metavel. Brockmeyer, Bochum 2015, ISBN 978-3-8196-0999-2.
- Am Anfang steht das Ziel und legt die Wege Frei. Eine Lesung. Mit CD. Berlin 2015, ISBN 978-3-95565-129-9.
- Das Feuer ist nicht das ganze Licht. Vier Lesungen. Mit neun Miniaturen von Metavel und Doppel-CD. Schaan 2015, ISBN 978-3-9521318-5-5.
- Beteuert & Gebilligt. Eine Lesung. Bellaprint Verlag, Mödling 2016, ISBN 978-3-9503163-6-0.
- Was nicht zündet, leuchtet nicht ein. Ein Büchlein vom Menschen und seiner Ausgesprochenheit. Nordpark Verlag, Wuppertal 2016, ISBN 978-3-943940-23-7.
- Das Kommende ist nicht in Eile. Zürcher Lesungen. Nordpark Verlag, Wuppertal 2016, ISBN 978-3-943940-28-2.
- Aberwenndig: Mein Weg als Israeli und Jude ins Deutsche. Königshausen & Neumann, Würzburg 2017, ISBN 978-3-8260-6417-3.
- Allsamkeit. Eine Lesung. Lessing-Museum Kamenz 2018, ISBN 978-3-910046-71-9.
- Feindeutig. Eine Lesung. Königshausen & Neumann, Würzburg 2018, ISBN 978-3-8260-6623-8.
- Lebtag und Leseabend. Nordpark Verlag, Wuppertal 2018, ISBN 978-3-943940-51-0.
- Gottik. Eine Lesung. Königshausen & Neumann, Würzburg 2019, ISBN 978-3-8260-6748-8.
- Nadelind. Königshausen & Neumann, Würzburg 2019, ISBN 978-3-8260-6824-9.
- Der eingeschlagene Umweg. Königshausen & Neumann, Würzburg 2020, ISBN 978-3-8260-7023-5.
- Finden macht das Suchen leichter. Königshausen & Neumann, Würzburg 2021, ISBN 978-3-8260-7182-9.
- Die Zukunft sitzt uns im Nacken. Königshausen & Neumann, Würzburg 2021, ISBN 978-3-8260-7103-4.
- Fazittert. Eine Spätlesung. Königshausen & Neumann, Würzburg 2021, ISBN 978-3-8260-7245-1.
- Treffpunkt Scheideweg. Königshausen & Neumann, Würzburg 2022, ISBN 978-3-8260-7431-8.
- Himmelsstrich und Bodensatz. Edition Eupalinos & Folio Verlag, Wien/Bozen 2022, ISBN 978-3-85256-871-3